# Полицейский листок
«Полице́йский листо́к» — официальная газета Керчь-Еникальского градоначальства.

## История
«Полицейский листок Керчь-Еникальского градоначальства» выходил в Керчи еженедельно с 1860 по 1905 год.
До 1860 года называлась «Объявления Керчь-Еникальского градоначальства».
Редакторами газеты в разное время были И. Холева, А. Николич, В. Пфаф, Д. Померанцев.
В официальной части помещались выдержки из указов Правительствующего сената, правительственные постановления, сообщения и распоряжения градоначальства. В неофициальном отделе печатались иногородние известия, происшествия, объявления. В статьях, посвященных местным вопросам, газета отстаивала необходимость развития промышленности на юге России, постройки железных дорог и расширения судоходства.